# 목도루
목도루(穆度婁, ?~?)는 고구려의 관리이다.

## 생애
패자(沛者)의 관등에 있던 그는 123년에 좌보에 임명되었다. 하지만 왕제 수성이 왕위를 찬탈하려고 하는 것을 알고 132년, 병을 핑계로 관직에서 물러나고자 했으며, 이후 그가 왕위를 찬탈해 무고한 신하를 죽이게 되자 147년에 병을 핑계로 은퇴했다.